# Eschelbronn
Eschelbronn, és una vila amb una població de 2.597 habitants, propera a Sinsheim, situada al districte de Rhein-Neckar pertanyent a l'estat de Baden-Württemberg a Alemanya.